# Архангело-Михайлівський храм (Рокитне)
Архангело-Михайлівський храм — православний храм у селі Рокитне, Нововодолазький район Харківська область. Входить до VIII-го благочиння Харківської єпархії Української православної церкви (Московського патріархату).

## Історія
- Перша згадка про дерев'яний Архангело-Михайлівський храм у слободі Рокитне, з'являється в 1712 році. В 1762 році, на місці старого храму, побудовано новій, також дерев'яний храм.
- Сучасний кам'яний храм було побудовано в 1805 році за кошт власника слободи Михайла Матвійовича Куликовського (роки життя 1754—1832). Освячено храм було Слобідсько-Українським єпископом Христофором.
- Куликовські були представниками слобідського дворянського роду, володіли слободою Рокитне з 1716 року, придбавши його у родини Донець-Захаржевських. Перший в роду який прибув на Слобожанщину, був Прокопій Куликовський. Родина була молдавського походження, й оселилися на Слобожанщині, за Петровської доби, виїхавши з Молдовського князівства, з групою дворян на чолі з князем Кантемиром. Будучи улюбленцями Петра, вони швидко отримали маєтки, та чини. Куликовські навіть були полковниками Харківського козацького полку, та представниками полкової старшини. Храм, був частиною їхнього маєтку (існує й в наш час, в ньому знаходиться Рокитнянський професійний аграрний ліцей). Маєток, храм, та оточуючий їх парк, були єдиною композицію в стилі російського різновиду класицизму.
- З приходом радянської влади, почала проводиться агрессивна атеїстична політика. Зачинялися храми по всій країні, церковні служителі й прості віруючі висилялися, чи знищувалися. Не минула ця доля й храм Архангела Михайла. В 1936 році, було проведено останній молебень, після чого храм як «божий дім» перестав існувати на 55 років. Після скасування його статуса релігійної споруди, від довго слугував місцевим клубом. Після закінчення Німецько-радянської війни (1941—1945 (років) слугував складом, а потім зовсім запустів.
- В 1989 році, храм було передано віруючим села.
- 13 листопада 1991 року храм було наново освячено, з того часу він слугує за своїм прямим призначенням.

## Розклад Богослужінь
Всеночне бдіння напередодні недільних днів, двунадесятих і великих свят — в літній час починається о 15:00, в зимовий — о 14:00.
Літургія в недільні та святкові дні починається о 9:00.
Молебні служаться в недільні дні о 8.00.

## Настоятель

### XIX—XX сторіччя
- Ієрей Дмитро Данилевський (1895-1904-? роки)[1]
  - Микита Раєвський (1892-1904-? роки) — псаломщик
  - Гнат Левченко (1902-1904-? роки) — церковний староста

### Після відновлення в 1991 році
Титулатура: «Настоятель храму Архангела Михаїла с. Рокитне Нововодолазького району з обслуговуванням Свято-Озерянської каплиці с. Нижня Озеряна Харківського р-ну».
- Ігумен Никодим (Сергій Іванович Силко) (28 серпня 1991 р.- 27 січня 2011 р.);
- Ієрей Іоанн Євгенович Левчук (з 27 січня 2011 року);
- Ієрей Сергій Іванович Решітник.

## Цікаві факти
- У 30-х роках ХХ ст. у черговий розквіт атеїстичного запалу було сплюндровано місцеве Рокитнянське кладовище. Надгробки похованих, були використані при будівництві греблі. Вже за часів незалежної України, вони були знайдені, та розміщенні на подвір'ї храму. Серед них надгробок Михайла Матвійовича Куликовського (1832 рік смерті), та також надвірного радника Павла Федоровича Далинського (1911 рік смерті).

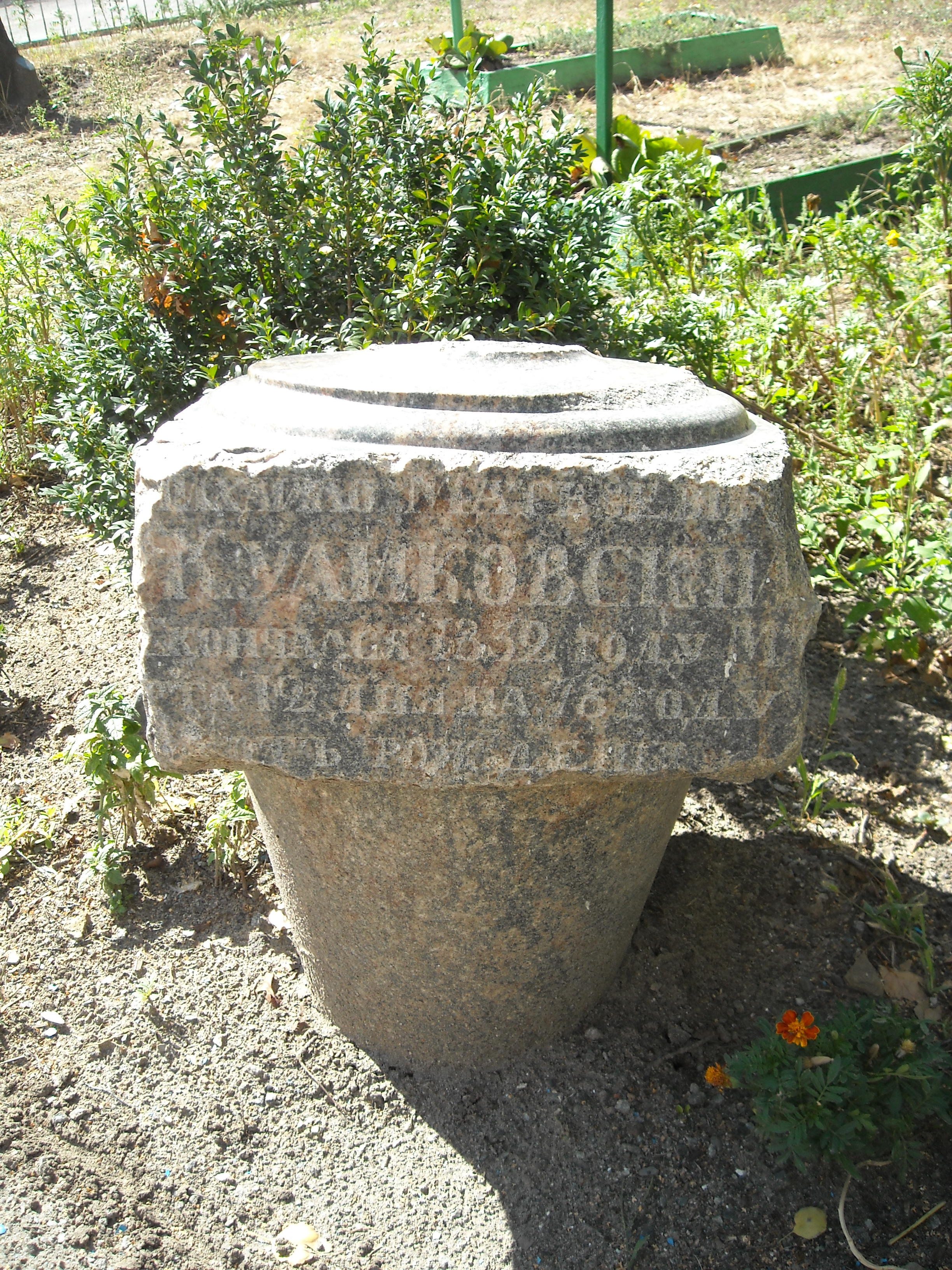
Надгробок М.М. Куликовського
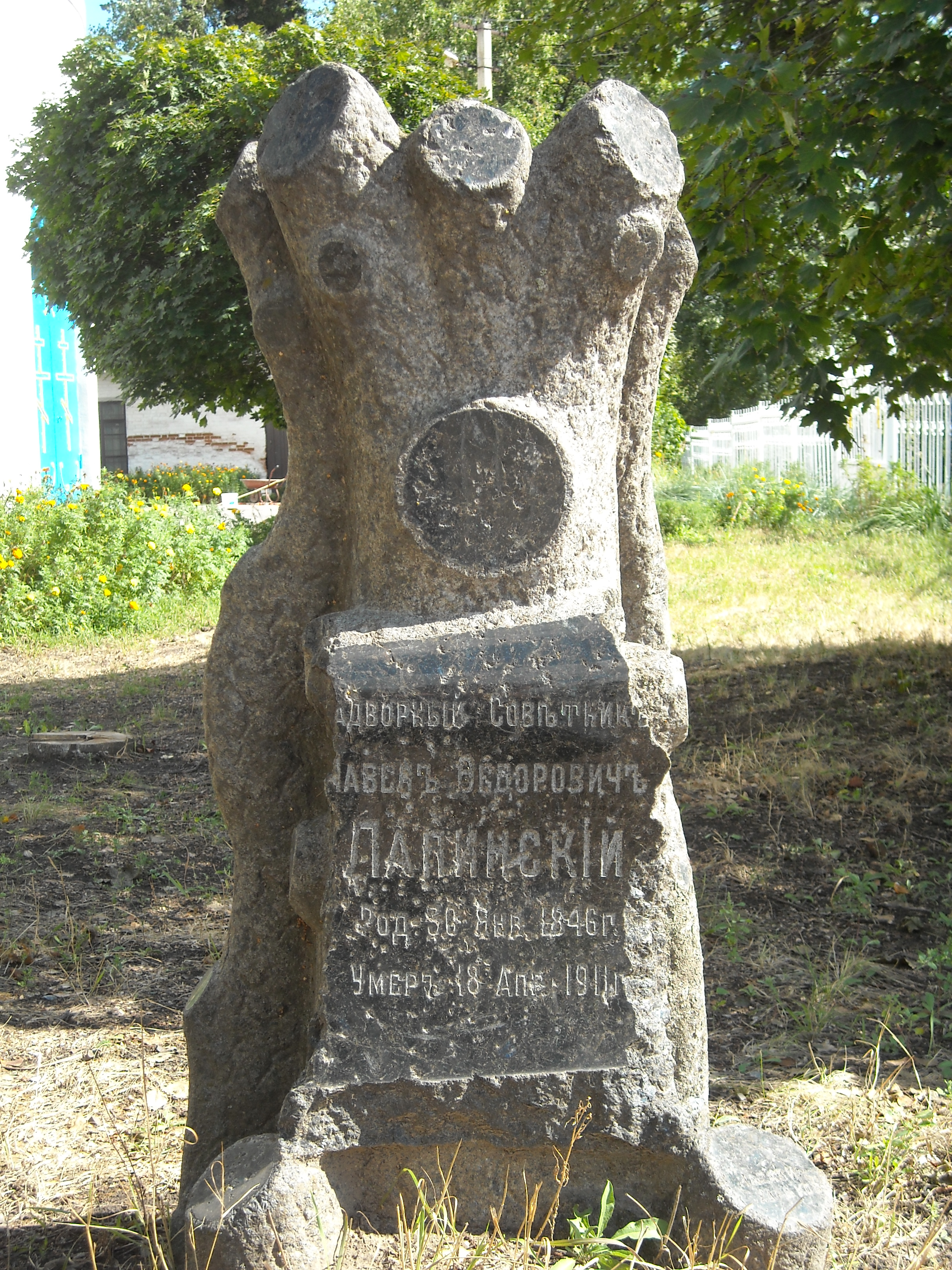
Надгробок П.Ф. Далинського